# Melong
Pour les articles homonymes, voir Melong (homonymie).
Melong est une commune du Cameroun située au nord du département du Moungo et de la région du Littoral. Chef-lieu de l'arrondissement qui porte son nom, elle appartient culturellement à l'aire linguistique de la langue et du peuple Mbo.

## Géographie
La localité est située sur la route nationale 5 (axe Douala-Bafoussam) à 19 km au nord du chef-lieu départemental Nkongsamba. Commune cosmopolite de 40 villages, située entre Nkongsamba et Bafang, elle s'étend sur une superficie d'environ 497 km2.
| Nguti          | Santchou      | Kekem      |
| Bangem         | Melong        | Banwa      |
| Nkongsamba III | Nkongsamba II | Baré-Bakem |

## Histoire
Jusqu'à 1914, Mélong fait partie de la subdivision de Dschang. Vers 1919, les agriculteurs français s'installent à Mélong, détruisent la forêt et créent des caféières. Ils sont seuls à avoir le droit d'avoir des plantations. La propriété foncière s'étend aux autochtones en 1927. Le besoin de main d'œuvre fait venir les agriculteurs, manœuvres de l'Ouest qui sont stabilisés avec des campements et des marchés. 
Ce nom dérive du Canon Elong dont fils de Ngo qui en fait est "Elung Ngoeh" étiologiquement. Mais également du Caton Mbo dont la descendance Ngo a été toujours contestée mais qui avec le temps a fini par être admis comme "Mbo Ngoeh". 
De manière originelle, la ville de Melong est divisée par deux (02) cantons: Canton Elung et canton Mbo avec une délimitation naturelle et ancestrale du petit cours d'eau "Choueur mueh édih" qui part de la frontière de Mouanguel à Mbourokou, jusqu'au Centre Melong par le cours d'eau "NGALE". ce cours d'eau est donc la frontière naturelle des deux cantons. Mais au cours de l'histoire et sur influence des phénomènes migratoires, la frontière fut être ramenée par la route qui traverse la ville sortant de New-Melong jusqu'au rond point. Le côté droit partant du rond-point est du canton Elung alors que le canton Mbo se trouve du côté gauche. de 1914 jusqu'à il y a encore quelques années notamment en 1995, le canton Elung comptait le plus grand territoire avec pour centre Mouanguel comptait les villages comme Mbouassou, Mouanguel, Etabang, Njindjou, N'ninong,  Nsanké, Ekah, Mbokambo, Mouankwa, Ebouni, Maman, ... Mais la guête à l'égomonie du peuple Mbo avec sa première population émancipée, le canton elung a vu ses territoire être errigés dans le canton Mbo. 
Vivement que l'administration arrive un jour à restaurer le schéma d'antan de Melong.
, alors” Secrétaire de la Société  d’Etudes Camerounaises est métissée avec une forte présence des Bamiléké. 
Rattaché à Nkongsamba quand une subdivision y est créée dans les années 1930. L’administration arrive à Melong avec la création  du poste administratif de Mélong. La commune de Mélong sera créée en 1962 par Décret N° 62/17 du 26/12/1962. En 1993, les cantons Bakem et Baréko sont soustraits de la commune de Mélong, pour former la commune de Baré-Bakem.

## Administration

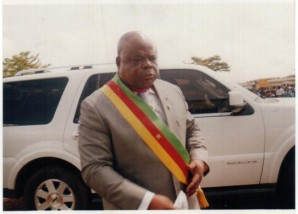
Honorable Ekoué Bienvenue Blaise

Melong est devenu arrondissement le 17 décembre 1962. Melong est une ville-carrefour, une plaque tournante sur trois régions : le Sud-Ouest, l’Ouest et le Littoral dont il dépend. Les principaux villages qui font vivre la ville sont : Mbouroukou avec ses grands quartiers (Ekanang, Mboango, Ekol-kan, Ngal-mbo, Nkah...) Mbouassou, Mouanguel, Etabang, Njindjou, N'ninong, Nlolack, Nsanké, Ekah, Mbokambo, etc.
Les maires de la commune se succèdent depuis sa création en 1962.
| Période                                  | Période | Identité               | Étiquette | Qualité |
| ---------------------------------------- | ------- | ---------------------- | --------- | ------- |
| Les données manquantes sont à compléter. |         |                        |           |         |
| 2002                                     | 2007    | Bienvenue Blaise Ekoué |           |         |
| 2007                                     | 2013    | Blériot ELLAH          |           |         |
| 2013                                     |         | Jean Kuete             | RDPC      |         |

## Population
La population autochtone Mbo est devenue minoritaire, les Bamilékés représentent 80% du peuplement communal. Lors du recensement de 2005, la commune comptait 54 279 habitants, dont 49 180 pour Melong Ville. L'évolution démographique de la localité est relévée lors des recensements en 1976, 1987 et 2005.
| 1976   | 1987   | 2005   |
| ------ | ------ | ------ |
| 10 776 | 16 737 | 49 180 |

## Chefferies traditionnelles
L'arrondissement de Melong est le siège de l'une des quatre chefferies traditionnelles de 1er degré du département du Moungo, il compte une chefferie de 2e degré et 43 chefferies de 3e degré :
- Chefferie de Mbo, 1er degré
- Canton Elong, 2e degré avec siège à Mouanguel et dont le Chef actuel est SA MAJESTE EHODE MBEBI

## Structure administrative de la commune
Outre la ville de Melong et ses quartiers, la commune comprend les villages suivants  :

### Melong Ville
Melong Ville compte 38 quartiers et villages.
- Ekolbouni
- Ekanang
- Lelem Mangwete
- Lelem Mouantong
- Mankwa
- New Melong A
- New Melong B
- Njindou I (Quartier 10 Bis)
- Mbondang
- Nkongsoug Village
- Mbouroukou
- Quartier Haoussa
- Ngal Mbo
- Quartier II
- Nkah
- Nlongko
- Nyabang
- Passim
- Quartier V
- Quartier VI
- Denzo
- Nkongsoung Long Trait
- Mbouassoum
- Ekodkand
- Mouanguel
- Essekou
- Ndokou
- Nansi
- Mboango
- Mbokola
- Mbomouango
- Njinjou II
- Ndibiang
- Quartier I
- Njinjou Village
- Quartier IIIA
- Quartier IIIB
- Quartier IV
- Quartier Pont

### Elong
Le canton Elong est un groupement de situé dans la région du littoral plus précisément dans le département du Moungo. Le groupement Elong a une chefferie de 2ème degré dans l'arrondissement de Melong avec pour chef S.M Ehode Michel depuis 2017.
Pour les articles homonymes, voir Elong.
Le groupement Elong compte 5 villages.
- Ediango
- Elimbong
- Muangwekam
- Ninong
- Nzobi

### Mbo
Le groupement Mbo compte 10 villages.
- Ebakong
- Ebang Mama
- Ekah
- Etabang
- Mama
- Mankwa
- Mbokambo
- Nlolak
- Nsanke
- Nzakong

## Économie
La culture du café est son principal héritage colonial d’où son nom « la cité du café ». L'activité caféière s'est développée sur les terres volcaniques du Mont Manengouba, elle constitue une importante zone de production de Robusta.

## Enseignement

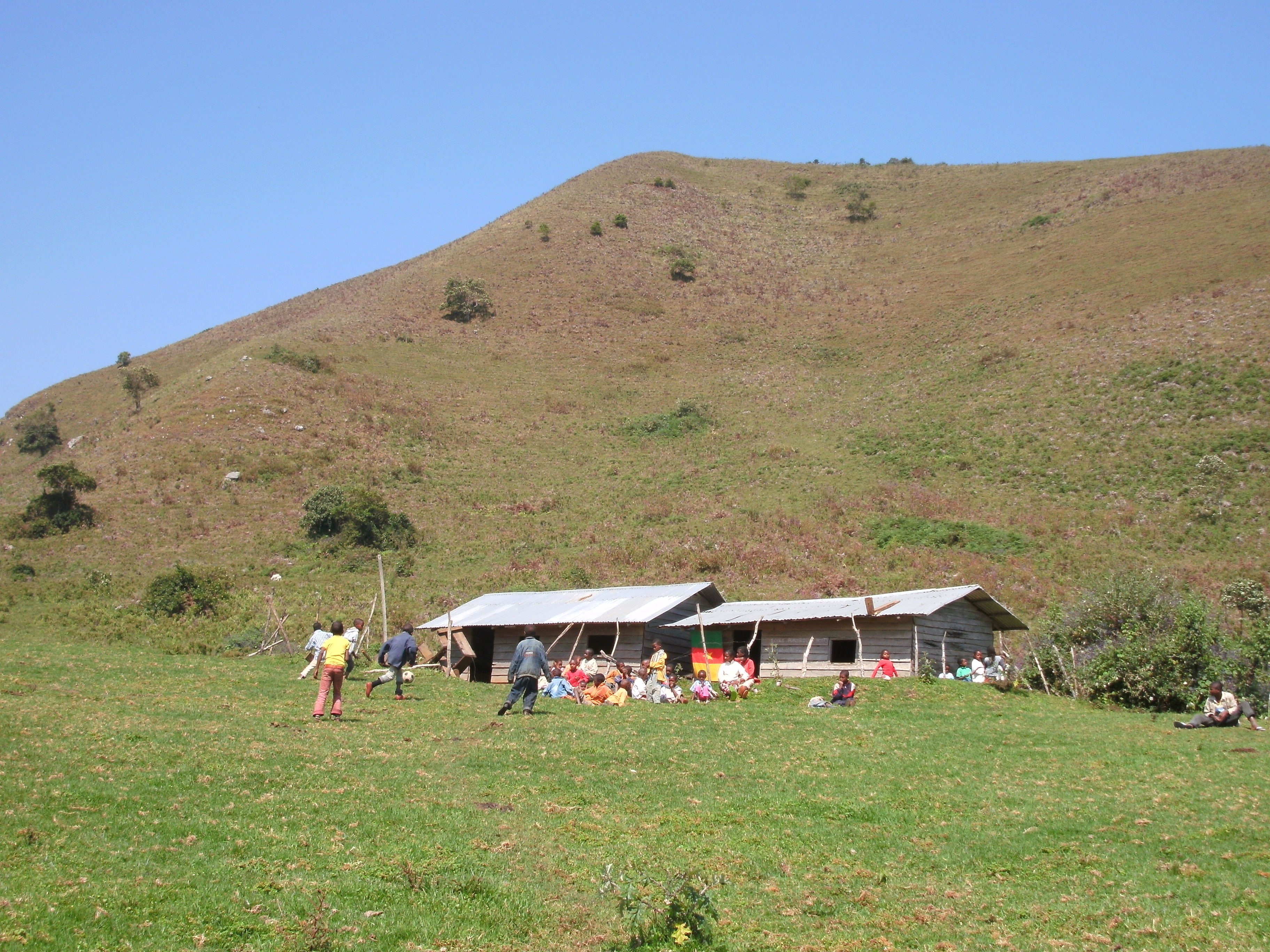
École peule.

Elle dispose notamment deux lycées, le lycée bilingue de Melong situé à Mbouroukou qui est en passe de devenir polyvalent avec des infrastructures modernes, Une bibliothèque appelée CDI moderne et une salle informatique très bien équipée et le Lycée de Melong Centre situé dans le centre-ville) et plusieurs collèges. Le séminaire Saint Michel de Mélong est un établissement religieux catholique transféré à Melong en 1936 par Paul Bouque, il relève du diocèse de Nkongsamba.

## Tourisme
Melong est entouré de grands sites touristiques tels que les lacs Manengouba, les chutes d'Ekom sur le Nkam, les villages bororo, la verdure des Mont Manengouba.
La ville dispose de plusieurs établissements hôteliers de renommée internationale qui accueillent de nombreux touristes européens. 

Case d'un campement touristique.
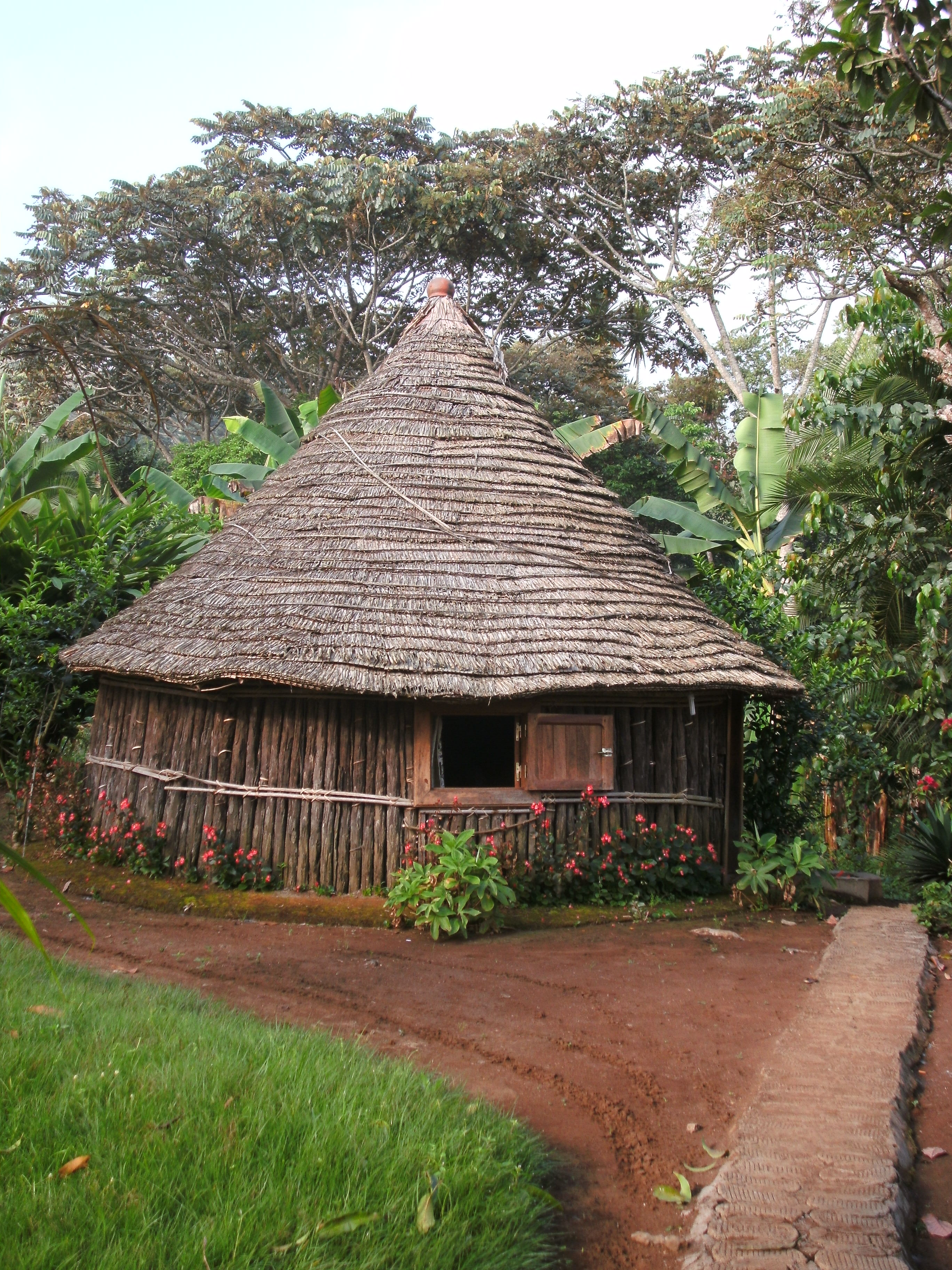
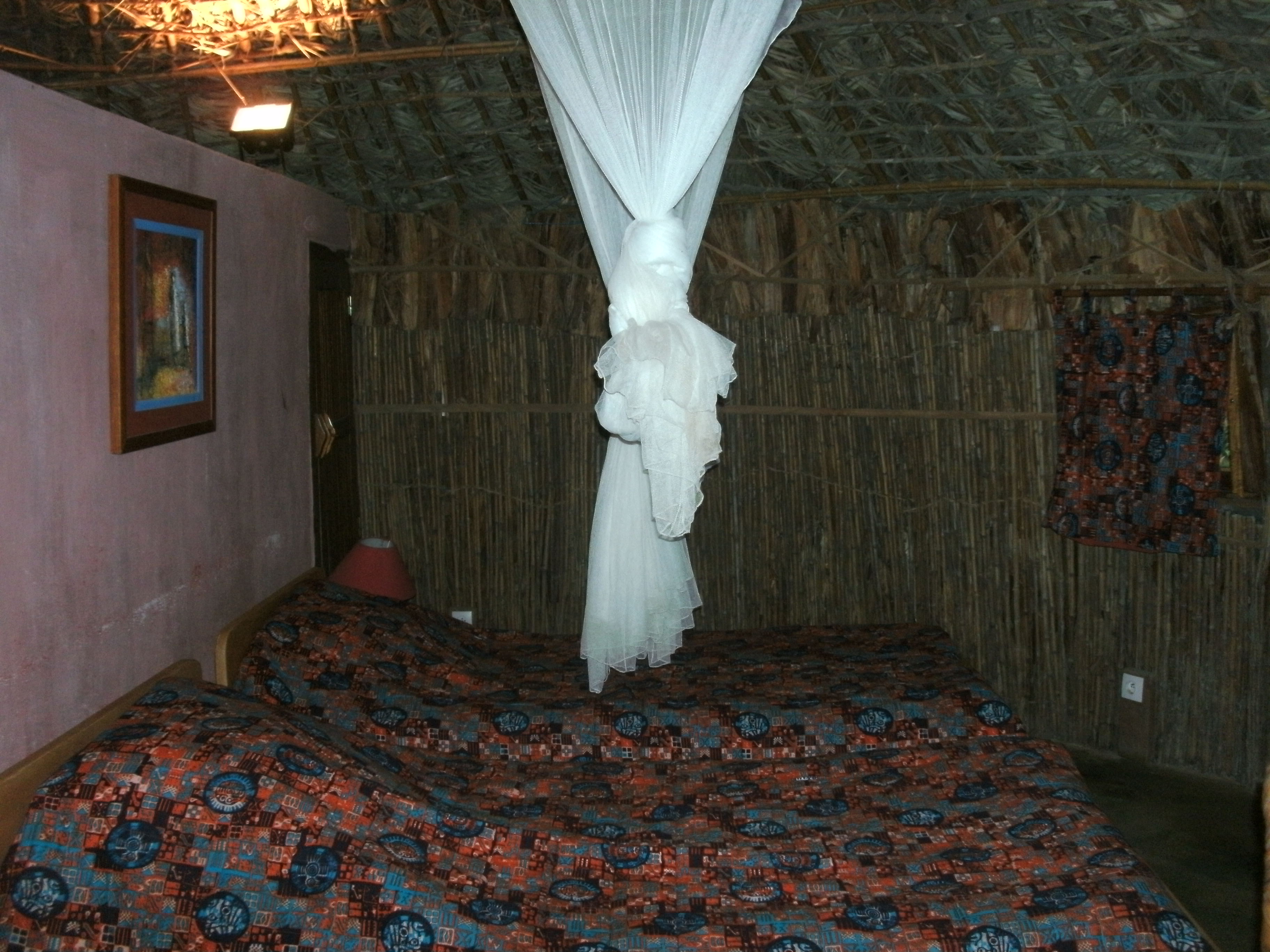
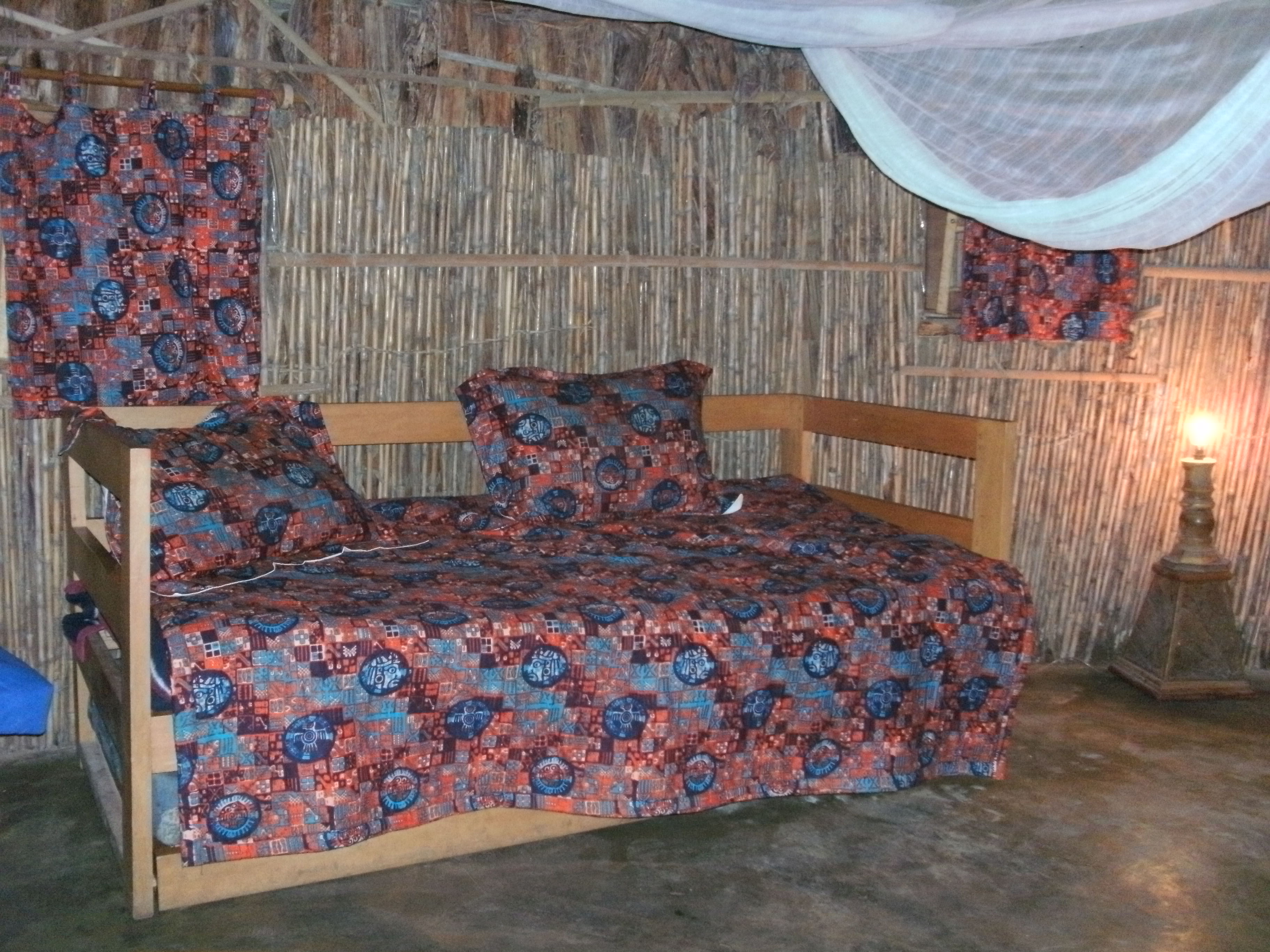
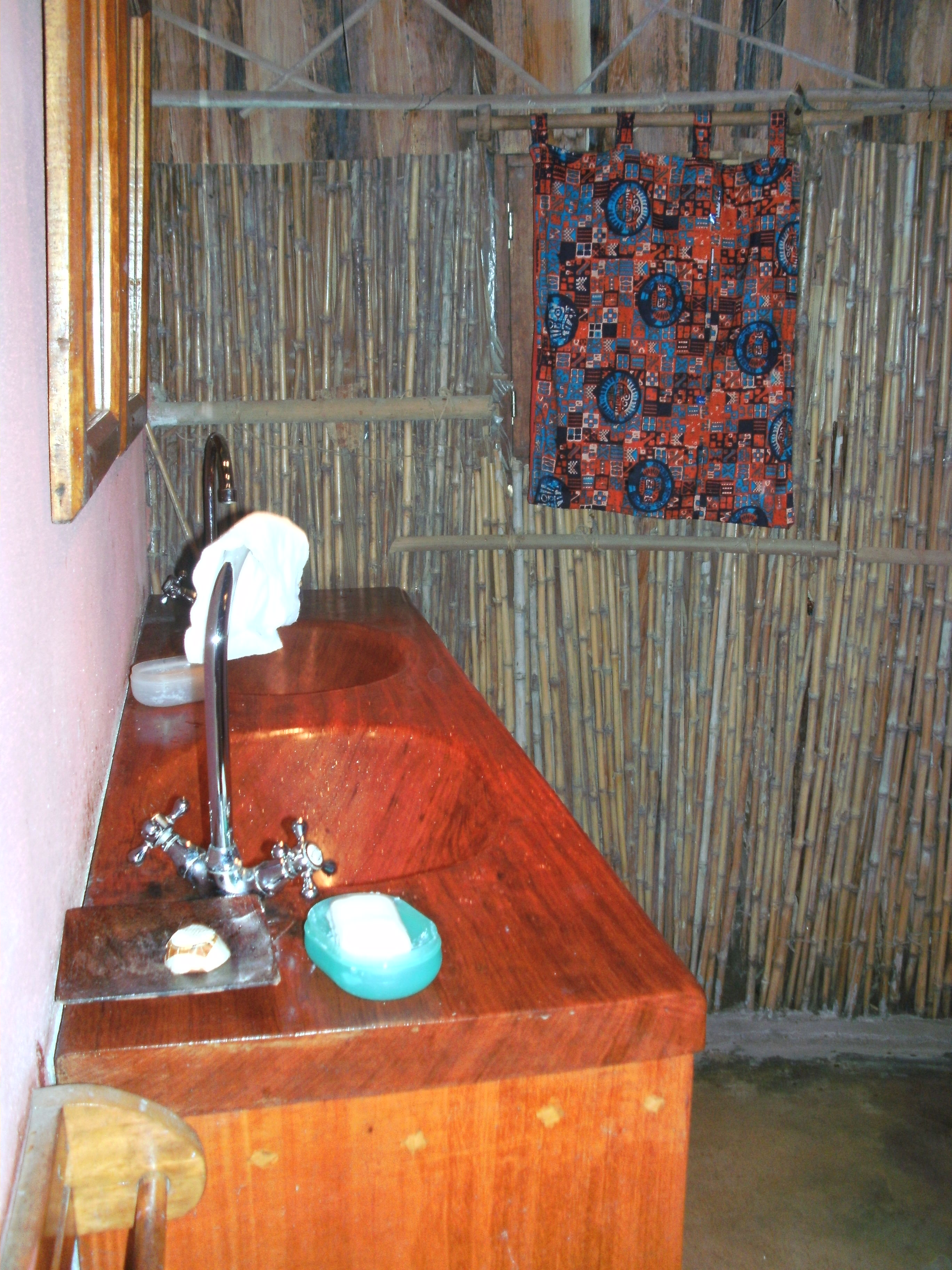

La ville abrite le Lenale ndem Museum.

## Sports
Le Stade Renard de Melong est un club de football de 1re division camerounaise Elite One depuis 2017.